# Lacul Satchinez
Lacul Satchinez face parte din complexul de lacuri relicte de la Satchinez, Timiș. Este o rămășiță a mlaștinilor care au existat în zona de câmpie a Banatului. Are o suprafață de 40 hectare.